# Skórnikowate (grzyby)
Skórnikowate (Stereaceae Pilát) – rodzina grzybów z rzędu gołąbkowców (Russulales).

## Systematyka
Pozycja według Index Fungorum: Stereaceae, Russulales, Incertae sedis, Agaricomycetes, Agaricomycotina, Basidiomycota, Fungi.
Według Dictionary of the Fungi do rodziny Stereaceae należą rodzaje
- Acanthobasidium Oberw. 1965
- Acanthofungus Sheng H. Wu, Boidin & C.Y. Chien 2000
- Acanthophysellum Parmasto 1967
- Acanthophysium (Pilát) G. Cunn. 1963
- Aleurodiscus Rabenh. ex J. Schröt. – tarczówka
- Aleuromyces Boidin & Gilles
- Amylohyphus Ryvarden 1978
- Amylosporomyces S.S. Rattan 1977
- Confertextum Priyanka & Dhingra 2014
- Conferticium Hallenb. 1980
- Coniophorafomes Rick 1934
- Gloeocystidiellum Donk 1931 – woskobłonka
- Gloeosoma Bres. 1920
- Malacodermum (Fr.) Marchand 1896
- Megalocystidium Jülich 1978
- Neoaleurodiscus Sheng H. Wu 2010
- Scotoderma Jülich 1974
- Stereum Hill ex Pers. 1794 – skórnik
- Xylobolus P. Karst. 1881 – drewnowiec

Nazwy polskie według W. Wojewody z 2003 r.